# Houston (Canada)
Houston is een stadje in de vallei van de Bulkley in het noordelijke binnenland (Northern Interior) van Brits-Columbia (Canada). Het stadje telt zo'n 3600 inwoners, waarvan het grootste deel (2000) in het omliggende platteland woont. De economie van de stad is gebaseerd op bosbouw, mijnbouw, toerisme en gemengde landbouw. Daarnaast staat het stadje ook bekend als de "steelhead"-hoofdstad. De steelhead is een soort regenboogforel waarop gevist wordt (vliegvissen). De stad werd vernoemd naar John Houston, een voormalige krantenuitgever in de pionierstijd van de regio.

## Toerisme
Het toerisme is grotendeels gebaseerd op ecotoerisme en het Steelhead Park langs Highway 16.

## Geografie
Houston ligt nabij de samenvloeiing van de Bulkley met de Morice.

## Klimaat en landbouw
Houston heeft een vochtig continentaal klimaat of gematigd landklimaat (Köppen Dfb) met zachte zomers en koude winters. De temperatuursverschillen zijn nog relatief gematigd in vergelijking met naburige regio's. Houston ligt in de regenschaduw van het kustgebergte, maar ontvangt door de invloed van een lagedrukgebied toch nog 447 mm neerslag (waarvan 151 mm als sneeuw).
Ondanks de koude winters kan er toch aan landbouw gedaan worden in de streek rond Houston. De gemengde boerderijen bevinden zich voornamelijk in de vallei van de Bulkley.